# Europarlamentari della Spagna della II legislatura
Gli europarlamentari della Spagna della II legislatura, eletti in occasione delle elezioni europee del 1987, furono i seguenti.

## Composizione storica
| Europarlamentare                       | Lista                               | Gruppo |
| -------------------------------------- | ----------------------------------- | ------ |
| José María Alvarez De Eulate Peñaranda | Alleanza Popolare                   | DE     |
| José Álvarez De Paz                    | Partito Socialista Operaio Spagnolo | SOC    |
| Víctor Manuel Arbeloa Muru             | Partito Socialista Operaio Spagnolo | SOC    |
| Pedro Argüelles Salaverria             | Alleanza Popolare                   | DE     |
| Miguel Arias Cañete                    | Alleanza Popolare                   | DE     |
| Enrique Barón Crespo                   | Partito Socialista Operaio Spagnolo | SOC    |
| Carlos María Bru Purón                 | Partito Socialista Operaio Spagnolo | SOC    |
| José Miguel Bueno Vicente              | Partito Socialista Operaio Spagnolo | SOC    |
| Esteban Caamaño Bernal                 | Partito Socialista Operaio Spagnolo | SOC    |
| Pío Cabanillas Gallas                  | Alleanza Popolare                   | DE     |
| Jesús Cabezón Alonso                   | Partito Socialista Operaio Spagnolo | SOC    |
| José Cabrera Bazan                     | Partito Socialista Operaio Spagnolo | SOC    |
| Rafael Calvo Ortega                    | Centro Democratico e Sociale        | NI     |
| Eusebio Cano Pinto                     | Partito Socialista Operaio Spagnolo | SOC    |
| José Emilio Cervera Cardona            | Centro Democratico e Sociale        | NI     |
| José Coderch Planas                    | Centro Democratico e Sociale        | NI     |
| Juan Luis Colino Salamanca             | Partito Socialista Operaio Spagnolo | SOC    |
| Joan Colom i Naval                     | Partito Socialista Operaio Spagnolo | SOC    |
| Ramón Diaz Del Rio Jaudenes            | Alleanza Popolare                   | DE     |
| Carmen Díez De Rivera Icaza            | Centro Democratico e Sociale        | NI     |
| Bárbara Dührkop                        | Partito Socialista Operaio Spagnolo | SOC    |
| Arturo Juan Escuder Croft              | Alleanza Popolare                   | DE     |
| Concepció Ferrer                       | Convergenza e Unione (UDC)          | PPE    |
| Manuel Fraga Iribarne                  | Alleanza Popolare                   | DE     |
| Juan Carlos Garaikoetxea Urriza        | Eusko Alkartasuna                   | ARC    |
| Manuel García Amigo                    | Alleanza Popolare                   | DE     |
| Ludivina García Arias                  | Partito Socialista Operaio Spagnolo | SOC    |
| José Luis Garcia Raya                  | Partito Socialista Operaio Spagnolo | SOC    |
| Salvador Garriga Polledo               | Alleanza Popolare                   | DE     |
| Carles-Alfred Gasòliba I Böhm          | Convergenza e Unione (CDC)          | LD     |
| Julián Grimaldos Grimaldos             | Partito Socialista Operaio Spagnolo | SOC    |
| Antoni Gutiérrez Díaz                  | Sinistra Unita                      | COM    |
| José María Lafuente López              | Alleanza Popolare                   | DE     |
| Carmen Llorca Vilaplana                | Alleanza Popolare                   | DE     |
| Federico Mayor Zaragoza                | Centro Democratico e Sociale        | NI     |
| Manuel Medina Ortega                   | Partito Socialista Operaio Spagnolo | SOC    |
| Ana Miranda De Lage                    | Partito Socialista Operaio Spagnolo | SOC    |
| José María Montero Zabala              | Herri Batasuna                      | NI     |
| Fernando Morán López                   | Partito Socialista Operaio Spagnolo | SOC    |
| Raúl Morodo Leoncio                    | Centro Democratico e Sociale        | NI     |
| Joaquim Muns Albuixech                 | Convergenza e Unione (CDC)          | LD     |
| Antonio Navarro                        | Alleanza Popolare                   | DE     |
| Francisco Oliva Garcia                 | Partito Socialista Operaio Spagnolo | SOC    |
| Fernando Pérez Royo                    | Sinistra Unita                      | COM    |
| Luis Guillermo Perinat Elio            | Alleanza Popolare                   | DE     |
| Luis Planas Puchades                   | Partito Socialista Operaio Spagnolo | SOC    |
| Josep E. Pons Grau                     | Partito Socialista Operaio Spagnolo | SOC    |
| Alonso José Puerta                     | Sinistra Unita                      | COM    |
| Eduardo Punset I Casals                | Centro Democratico e Sociale        | NI     |
| Juan De Dios Ramírez Heredia           | Partito Socialista Operaio Spagnolo | SOC    |
| Carlos Robles Piquer                   | Alleanza Popolare                   | DE     |
| Domènec Romera I Alcàzar               | Alleanza Popolare                   | DE     |
| Xavier Rubert De Ventós                | Partito Socialista Operaio Spagnolo | SOC    |
| Francisco Javier Sanz Fernández        | Partito Socialista Operaio Spagnolo | SOC    |
| Enrique Sapena Granell                 | Partito Socialista Operaio Spagnolo | SOC    |
| Mateo Sierra Bardají                   | Partito Socialista Operaio Spagnolo | SOC    |
| Fernando Suárez González               | Alleanza Popolare                   | DE     |
| José Valverde López                    | Alleanza Popolare                   | DE     |
| José Vázquez Fouz                      | Partito Socialista Operaio Spagnolo | SOC    |
| Josep Verde I Aldea                    | Partito Socialista Operaio Spagnolo | SOC    |

## Modifiche intervenute

### Centro Democratico e Sociale
- In data 17.12.1987 a Federico Mayor Zaragoza subentra José Antonio Escudero.

### Modifiche nella composizione dei gruppi
- In data 17.09.1987 gli europarlamentari del Centro Democratico e Sociale, appartenenti al gruppo dei Non iscritti, aderiscono al Gruppo di coordinamento tecnico e di difesa dei gruppi e dei deputati indipendenti; in data 18.11.1987 tornano nel gruppo dei Non iscritti.